# Сан-Себастьян-ду-Риу-Прету
Сан-Себастьян-ду-Риу-Прету (порт. São Sebastião do Rio Preto) — муниципалитет в Бразилии, входит в штат Минас-Жерайс. Составная часть мезорегиона Агломерация Белу-Оризонти. Входит в экономико-статистический микрорегион Консейсан-ду-Мату-Дентру. Население составляет 1530 человек на 2006 год. Занимает площадь 127,182 км². Плотность населения — 12,0 чел./км².

## История
Город основан 30 декабря 1962 года.

## Статистика
- Валовой внутренний продукт на 2003 год составляет 4 757 034,00 реалов (данные: Бразильский институт географии и статистики).
- Валовой внутренний продукт на душу населения на 2003 год составляет 2893,57 реалов (данные: Бразильский институт географии и статистики).
- Индекс развития человеческого потенциала на 2000 год составляет 0,706 (данные: Программа развития ООН).